# Scott Brown (football, avril 1985)
Ne doit pas être confondu avec Scott Brown (football, juin 1985).
Pour les articles homonymes, voir Scott Brown et Brown.
Scott Peter Andrew Brown, né le 26 avril 1985 à Wolverhampton, en Angleterre, est un footballeur anglais évoluant au poste de gardien de but avec le club de Exeter City.

## Biographie
Après être passé par l'équipe réserve du Wolverhampton Wanderers, il rejoint, la saison suivante, club gallois, le Welshpool Town où il ne reste qu'une seule saison avant de rejoindre le Bristol City. En 2004, il signe en faveur de Cheltenham Town qui évolue en 4e division. Deux saisons plus tard, le club monte en 3e division. Le club reste à cet échelon trois saisons avant de redescendre.
Le 28 mai 2014, il rejoint le club écossais Aberdeen qui évolue en Scottish Premier League. Il joue 38 matchs de première division avec cette équipe.
Le 26 juillet 2016, il rejoint l'équipe des Wycombe Wanderers. Le 9 janvier 2017, il est prêté à Cheltenham Town.
Le 9 juin 2021 il rejoint Exeter City.

## Palmarès
- Vice-champion d'Écosse en 2016 avec Aberdeen